# Derežnos upė
Derežnos upė este o arie protejată (sit de importanță comunitară — SCI) din Lituania întinsă pe o suprafață de 137 ha, integral pe uscat.

## Localizare
Centrul sitului Derežnos upė este situat la coordonatele 54°11′57″N 24°29′15″E / 54.1992°N 24.4875°E.

## Înființare
Situl Derežnos upė a fost declarat sit de importanță comunitară în aprilie 2004 pentru a proteja 3 specii de animale.

## Biodiversitate
Situată în ecoregiunea boreală, aria protejată nu include niciun habitat protejat.
La baza desemnării sitului se află mai multe specii protejate:
- mamifere (1): vidră de râu (Lutra lutra)
- pești (2): zglăvoacă (Cottus gobio), cicar (Lampetra planeri)